# فرودگاه استیجاری اشاوا
 فرودگاه اوشاوا (به انگلیسی: Oshawa Airport) یک فرودگاه همگانی باربری با کد یاتا YOO است که یک باند فرود آسفالت دارد و طول باند آن ۸۰۹ متر است. این فرودگاه در شهر اوشاوا کشور کانادا قرار دارد و در ارتفاع ۱۴۰ متری از سطح دریا واقع شده است.